# Vergeroux
Vergeroux är en kommun i departementet Charente-Maritime i regionen Nouvelle-Aquitaine i västra Frankrike. Kommunen ligger i kantonen Rochefort-Nord som ligger i arrondissementet Rochefort. År 2022 hade Vergeroux 1 285 invånare.

## Befolkningsutveckling
Antalet invånare i kommunen Vergeroux
Referens:INSEE